# بلح البحر البني
بلح البحر البني (الاسم العلمي:Mytilus brunneus) هو نوع من الحيوانات يتبع جنس بلح البحر من فصيلة بلحيات البحر البحرية.